# Lazadi Fousséni
Lazadi Fousséni (* 30. Juni 1993 in Parakou) ist ein beninischer Fußballspieler.

## Karriere

### Verein
Fousséni begann seine Profi-Karriere 2007 mit ASPAC Cotonou und holte 2008 den Pokal. 2010 und 2011 holte er mit ASPAC die Meisterschaft nach Cotonou. 2011 spielte er mit Association Sportive du Port Autonome de Cotonou die CAF Champions League, scheiterte aber mit seinem Verein in der Vorrunde.

### Nationalmannschaft
Fousséni steht seit 2011 im Kader der Nationalmannschaft des Benins und spielte bislang 2 Länderspiele. Sein Debüt gab er am 3. November 2011 gegen die Guinea-bissauische Fußballnationalmannschaft, zuvor nahm er mit der lokalen Nationalmannschaft am UEMOA Tournament 2010 teil.

## Erfolge
- beninischer Meister (2): 2010, 2011
- beninischer Pokalsieger: 2008